# Tân Phú, Thanh Bình
Tân Phú là một xã thuộc huyện Thanh Bình, tỉnh Đồng Tháp, Việt Nam.
Xã Tân Phú có 3.308 hécta diện tích tự nhiên với 5.331 người..

## Vị trí địa lý
Địa giới xã Tân Phú ở phía đông giáp xã Bình Thành; phía tây giáp xã Tân Thạnh và xã Phú Lợi; phía nam giáp thị trấn Thanh Bình; phía bắc giáp xã Tân Mỹ.

## Lịch sử
- Quyết định 11-HĐBT[3] ngày 19 tháng 02 năm 1983 của Hội đồng Bộ trưởng, chia xã Tân Phú thành hai xã lấy tên là xã Tân Phú và xã Tân Mỹ.
- Quyết định 13-HĐBT[4] ngày 23 tháng 02 năm 1983 của Hội đồng Bộ trưởng, xã Tân Phú thuộc huyện Thanh Bình.
- Quyết định 27-HĐBT[2] ngày 13 tháng 02 năm 1987 của Chủ tịch Hội đồng Bộ trưởng, chia xã Tân Phú thành 2 đơn vị hành chính lấy tên là xã Tân Phú và thị trấn Thanh Bình.